# Арцбах
Арцбах (нім. Arzbach) — громада в Німеччині, розташована в землі Рейнланд-Пфальц. Входить до складу району Рейн-Лан. Складова частина об'єднання громад Бад-Емс.
Площа — 9,93 км2. Населення становить 1703 ос. (станом на 31 грудня 2020).